# Ray J
William Ray Norwood, Jr., född 17 januari 1981 i McComb i Mississippi, bättre känd vid sitt artistnamn Ray J, är en sångare, låtskrivare, skådespelare och entreprenör.
Ray J släppte sitt debutalbum, Everything You Want, 1995 och fick även en roll i den populära TV-serien "Moesha" där storasystern Brandy hade huvudrollen. DebutCDn hade dock aldrig någon större framgång och Ray sparkades senare av sitt skivbolag, Elektra Records. Genombrottet kom 2001 med en cover på Phil Collins sång "Another Day In Paradise" tillsammans med Brandy. Låten blev en topp tio-hit som senare certifierades guld av RIAA i de flesta länder dit singeln släpptes.
Norwoods hittills framgångsrikaste album, All I Feel, släpptes 2008 och innehöll hitsingeln "Sexy Can I" som klättrade till en tredje plats på USA:s singellista Billboard Hot 100.

## Musikkarriär

### 1995-2004: Everything You Want & This Ain't a Game
Norwood signerades av Elektra Records 1995 och spelade in sitt debutalbum Everything You Want följande år. Skivans första singel "Let It Go" som också inkluderades på Set It Off Soundtrack, klättrade som högst, i USA, till en 17:e plats på Billboard R&B/Hip-Hop Songs men misslyckades att ta sig in på Billboard Hot 100.
Skivans andra singel tog sig som högst till en 58:e plats på R&B/Hip-Hop Songs. De två första singlarnas dåliga presterande resulterade i att inga fler släpptes från albumet. Everything You Want fick främst negativ kritik av media och Ray-J sparkades senare från Elektra.
2001 spelade Ray in en cover av "Another Day In Paradise" med Brandy till Phil Collins hyllningsalbum; Urban Renewal. Låten blev en topp tio-hit i Österrike, England, Tyskland, Sverige, Schweiz, Belgien, Norge, Irland, och Nederländerna. Samma år finslipade Norwood sitt arbete på det andra studioalbumet, This Ain't a Game, med producenter som The Neptunes, Rodney Jerkins och Lil' Kim. Skivan släpptes den 5 juni 2001 och klättrade till en 21:a placering på USA:s albumlista Billboard 200 samt en 9:e plats på förgreningslistan R&B/Hip-Hop Albums. Två singlar, båda med mediokra placeringar på USA:s singellista, släpptes från albumet. Den första, "Wait a Minute", lyckades dock avsevärt bättre än den andra; "Formal Invite" tog sig aldrig in på Billboard Hot 100.

## Diskografi
| Studioalbum - 1997: Everything You Want - 2001: This Ain't a Game - 2005: Raydiation - 2008: All I Feel - 2009: For the Love of Ray J - TBA: Raydiation II | Övriga album - 2007: Ray J Un-Kut (Mixtape) - 2010: TKO (Album med familjen Norwood) |

| Singlar - Everything You Want 1997: 1. "Let It Go" 2. "Everything You Want" - This Ain't a Game 2001-2002: 1. "Wait a Minute" 2. "Formal Invite" 3. "Keep Ya Head Up" - Raydiation 2005-2006: 1. "One Wish" 2. "What I Need" 3. "Let's Play House" - All I Feel 2007-2008: 1. "Sexy Can I" 2. "Gifts" - For the Love of Ray J 2009: 1. "Sexy Ladies" - TKO 2010: 1. "Talk to Me" (TBA) - Raydiation II 2010: 1. "Last Wish" | Övriga singlar - "That's Why I Lie" (Dr. Dolittle Soundtrack 1998) - "Another Day In Paradise" (Urban Renewal 2001) - "Quit Actin" (Roll Bounce Soundtrack 2006) |

## Filmografi

### Filmer
- Mars Attacks! (1996)
- Steel (1997)
- Christmas at Water's Edge (2004)
- Kim Kardashian, Superstar (2006)

### Television
- The Sinbad Show
- Moesha
- One on One
- Black Sash
- BET.com Countdown
- For the Love of Ray J